# バンホーテン

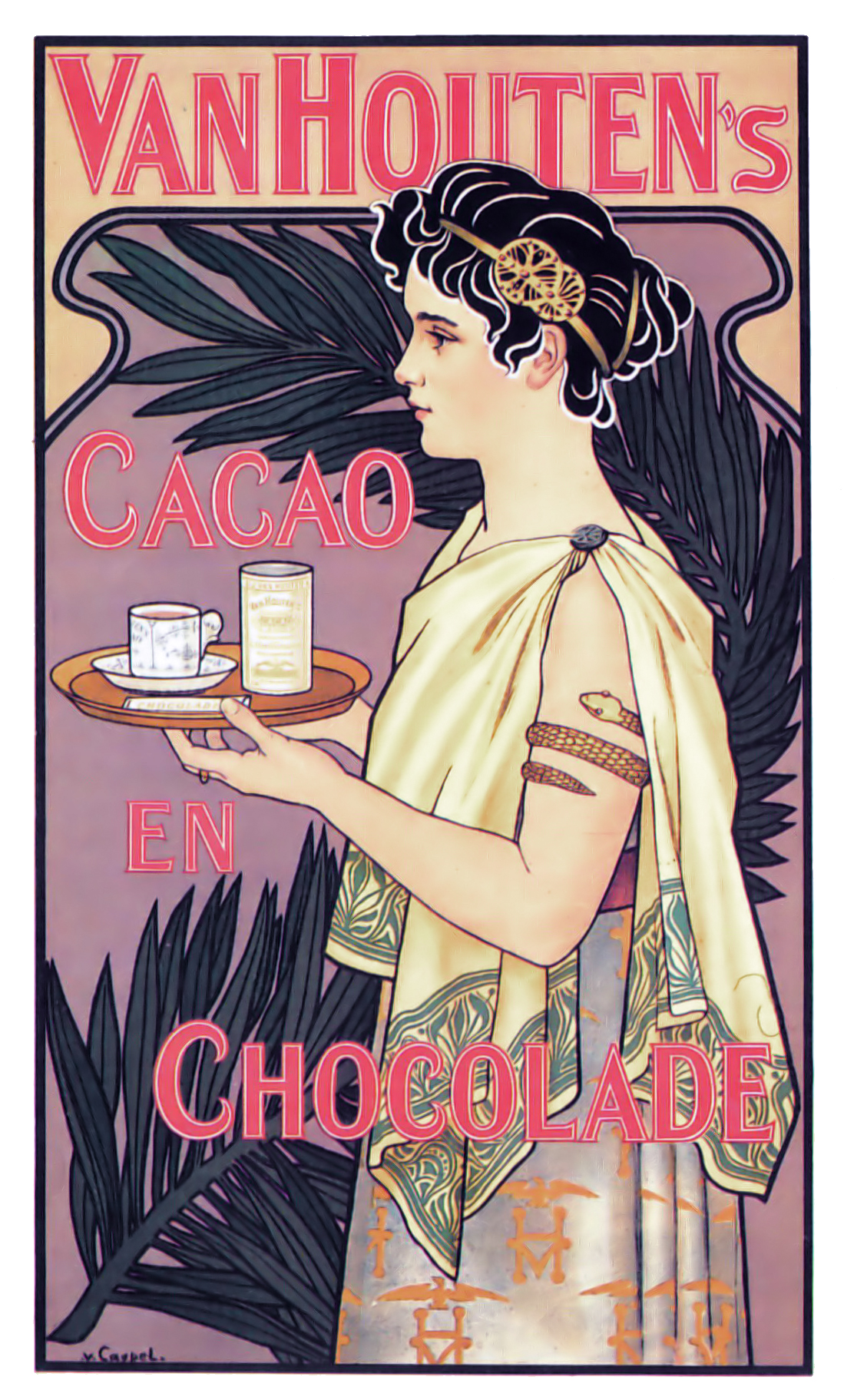
1899年のヨハン・ヘオルフ・ファン・カスペルによるバンホーテンの広告ポスター

バンホーテン（蘭: VAN HOUTEN）は、オランダのココアブランド。
1828年にココアパウダーを世界で初めて作り、ココアの代名詞ともなっている。ブランド名は創業者の名前による。同社は1962年にアメリカのW.R.Grace社に売却され、その後の変遷があり2011年以降はオランダの製菓会社であるバロニーがブランドを保有している。
日本では片岡物産が代理店を務めている。なお、Van Houtenの正確な読みは「ファン・ハウテン」に近い。

## 創業者

### 初代
カスパルス・ファン・ハウテン（Casparus van Houten, 1770年 - 1858年）は、1815年にチョコレート工場を創業した。1828年にはカカオ豆からカカオバターを除去してココアパウダーを造る製法の特許をとった。

### 二代目
クーンラート・ヨハネス・ファン・ハウテン（Coenraad Johannes van Houten, 1801年 - 1887年、英語流に「コンラッド」ともいう）は、ココアにアルカリを加えて水溶性を高め飲みやすくする製法（ダッチプロセス）を導入した。

## ダッチプロセス
ダッチプロセスとは、バンホーテンが1828年に発明した世界初のココアパウダー製造法である。

### 製造方法
1. 収穫:ココアの原料であるカカオをカカオの木から落とし、実から豆をとりだす。
2. 発酵・乾燥・選別:実から取り出したカカオ豆は、発酵させた後、水分を飛ばして天日乾燥させる。
3. 分離・焙煎:粉砕・除皮されたカカオ豆を「カカオニブ」と呼ぶ。この「カカオニブ」をさらに焙煎する。
4. 磨砕:「カカオニブ」には、「ココアバター」と呼ばれる脂肪分が多く含まれている。それをすりつぶし「カカオマス」を作る。
5. 搾油
6. 粉砕:「ココアケーキ」をロールで荒く砕き、さらに粉砕機で細かい粒子にする。この細かい粒子が「ココアパウダー」である。
7. 完成

これらの工程が「ダッチプロセス」と呼ばれる。

## 商品

### バンホーテン
- ピュア　ココア
- ミルク　ココア
- ハイ　カカオ
- ザ・ココア　ミルク　ココア
- ザ・ココア　グラン　カカオ
- ミルク　ココア　カロリー1/4
- ザ・ココア　カフェ　モカ

### ＜スティック　クラブ＞バンホーテン
- スペキュロス　ココア　5種のスパイス

### 明治
- バンホーテン　ココア（パック）
- バンホーテン　ココア（ブリックパック）

### アサヒ飲料
- バンホーテン　ミルク　ココア（缶）
- バンホーテン　ココア（ペットボトル）

### グリコ
- バンホーテン　チョコレート（12粒入）
- バンホーテン　チョコレート＜ビター＞（12粒入）

## 商品展開

### CM
- MAMAMETAL

優しい母が豹変…デスメタルで本気シャウトバンホーテンココアのWeb限定動画 「二度寝」篇 / 「メイド」篇 / 「深夜帰宅」篇 / 「理想の母親」篇

### コラボレーション

#### チェブラーシカ
片岡物産は、2010年12月にロシアの人気キャラクター「チェブラーシカ」をデザインした限定缶を数量限定で発売した。デザインはクリーム色と水色の二種類。大好評につき翌年の2011年12月にデザインをリニューアルし数量限定で発売をした。

#### ガラスの仮面
片岡物産は、バンホーテンココアブランドサイト及びYouTube上に漫画家の美内すずえの作品『ガラスの仮面』とコラボレーションしたWEB限定ムービーを2017年11月15日から公開した。